# Видубицький монастир

Видубицький монастир у Києві. Офорт Тараса Шевченка, 1844 рік

Ви́дубицький монасти́р — стародавній монастир у Києві, пам'ятка архітектури національного значення.

## Історія
Після віднайдення Звіринецьких печер наприкінці XIX століття стало зрозуміло, що підземний монастир на честь архангела Михаїла тут існував задовго до хрещення Русі князем Володимиром. Археологами встановлено, що ці печери древніші Лаврських.
Коли ж після 988 року гоніння на християн припинилися, ченці вибралися з підпілля, заснували новий монастир і назвали його Видубицьким — за назвою місцевості. Віддавна біля Видубицького урочища була переправа через Дніпро, де «видибали» за допомогою «дубів» — човни із суцільного дуба.
Будівництво архітектурних споруд монастиря, що збереглись до наших днів, розпочалось у другій половині XI століття князем Всеволодом, сином Ярослава Мудрого, поблизу його заміської резиденції — Красного двору. Вперше згадується в Повісті минулих літ під 1070 роком. Спочатку називався за іменем фундатора — Всеволода, згодом — за місцевістю — Видубицьким.
У 1116 році ігумен цього монастиря Сильвестр створив одну з редакцій «Повісті временних літ» водночас тут вівся Київський літопис.
У 1070 році в монастирі розпочалось будівництво мурованого Михайлівського собору.
Священник Антоній Грекович, делегат унійного митрополита Іпатія Потія, мав у монастирі свою резиденцію на початку XVII століття. Сучасний ансамбль Видубицького монастиря сформувався з середини XVIII століття.
У радянські часи на території Видубицького монастиря було розміщено Інститут археології Академії наук України. У 1967—1982 роках всі споруди ансамблю відреставровані під керівництвом відомого українського архітектора-реставратора Раїси Бикової.

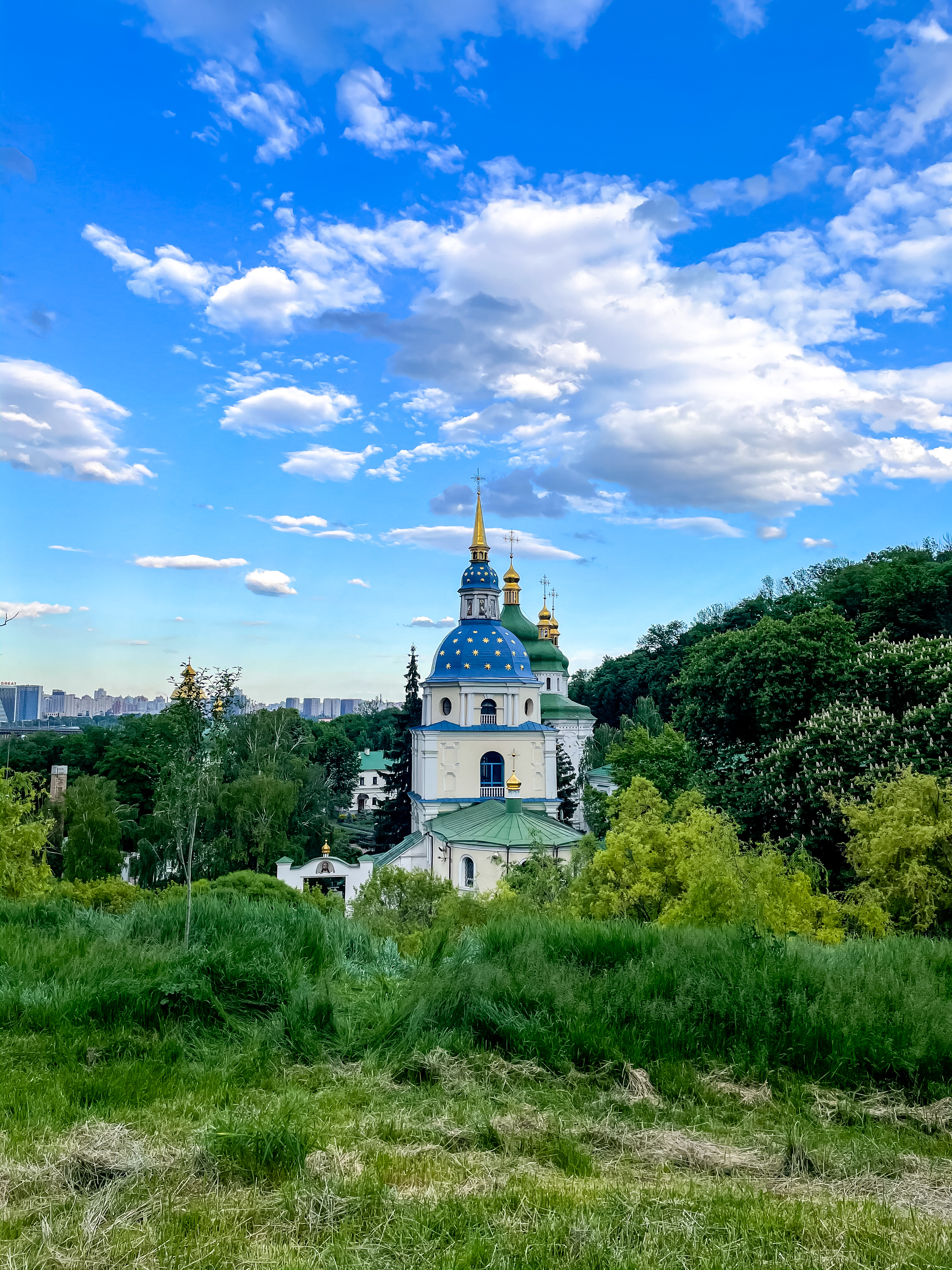
Комплекс Свято-Михайлівського Видубицького монастиря, Київ, Видубицька вул., 40

У 1997—2018 роках тут діяв чоловічий монастир Української православної церкви Київського патріархату. З 2018 року — в складі Православної церкви України.

## Архітектурний ансамбль
Архітектурний комплекс Видубицького монастиря зі сходу виходить до Дніпра, а з інших трьох боків оточений крутими схилами, на яких висаджено релікти Національного ботанічного саду.
До пам'яток ансамблю входять:
- Георгіївський собор — пам'ятка архітектури 1696—1701 років
- Михайлівська церква — пам'ятка архітектури XI ст.
- Дзвіниця споруджена у 1727—1733 роках. У ній знаходиться храм св. пророка Данила.
- Спасо-Преображенська церква (трапезна) — пам'ятка архітектури 1696—1701 років
- Каплиця церкви архістратига Михаїла — пам'ятка архітектури середини XVII ст. Ця невеличка будівля відспівування розташована з південної сторони Михайлівського собору.
- Братський корпус — пам'ятка архітектури 1845—1851 років
- Будинок настоятеля — пам'ятка архітектури 70-х років XVIII ст. Архітектори М. І. Юрасов, Ф. Пайоф; перебудовано архітектором Е. Ф. Єрмаковим у 1896 році
- Некрополь

Найдавнішим храмом монастиря є Михайлівський собор, побудований у XI ст. у характерній для того часу техніці змішаного мурування (лат. opus mixtus). Нині від колишнього великого храму збереглась західна частина, а східна відома лише за розкопками фундаментів.
Центром усього ансамблю є Георгіївська церква, яку найчастіше називають собором за її домінуючу роль у композиції монастиря.

## Видубицький монастир у мистецтві
|                                                       |  |  |
| Пам'ятна монета НБУ присвячена Видубицькому монастирю |  |  |

- Споруди Видубицького монастиря зобразив Тарас Шевченко в офорті «Видубицький монастир у Києві» (1844)

## Святі монастиря
- Протягом тривалого часу в XVII столітті ігуменом Видубицького монастиря був православний святий Феодосій Чернігівський.
- Наприкінці XIX століття ченцем монастиря був православний святий Йона Київський, учень преподобного Серафіма Саровського. Згідно з текстом його «Житія», саме тут він отримав божественне одкровення про точне місце заснування в Києві Свято-Троїцького Іонинського монастиря.

### Настоятелі монастиря
- Антоній Почока (початок XVIII ст. — після 1784) — український освітній та релігійний діяч доби Гетьманщини, ігумен у 1756—1762.
- Іоїль Воскобойников (1742—1816) — намісник Києво-Печерської лаври.
- Севастіан (Возняк) (15 листопада 2002 — 13 грудня 2006) — намісник монастиря в сані архімандрита. 13 грудня 2006 року Священний Синод УПЦ Київського патріархату (Журнал засідання № 29) обрав архімандрита Севастіана єпископом Чернігівським та Ніжинським.
- Епіфаній (Думенко) (2008—2010) — намісник монастиря в сані архімандрита, а з 15 листопада 2009 року в сані єпископа Вишгородського, вікарія Київської єпархії УПЦ Київського Патріархату.
- Епіфаній (Думенко) (2010 — 15 грудня 2018) — в. о. намісника монастиря, керуючий Переяславською єпархією УПЦ Київського Патріархату. 15 грудня 2018 року на Об'єднавчому соборі у Святій Софії обраний митрополитом Київським і всієї України, Предстоятелем Православної церкви України.

## Поховання
На території монастиря поховані:
- Гандзюк Яків Григорович  — командувач 1-го Українського корпусу військ Центральної Ради.

## Світлини

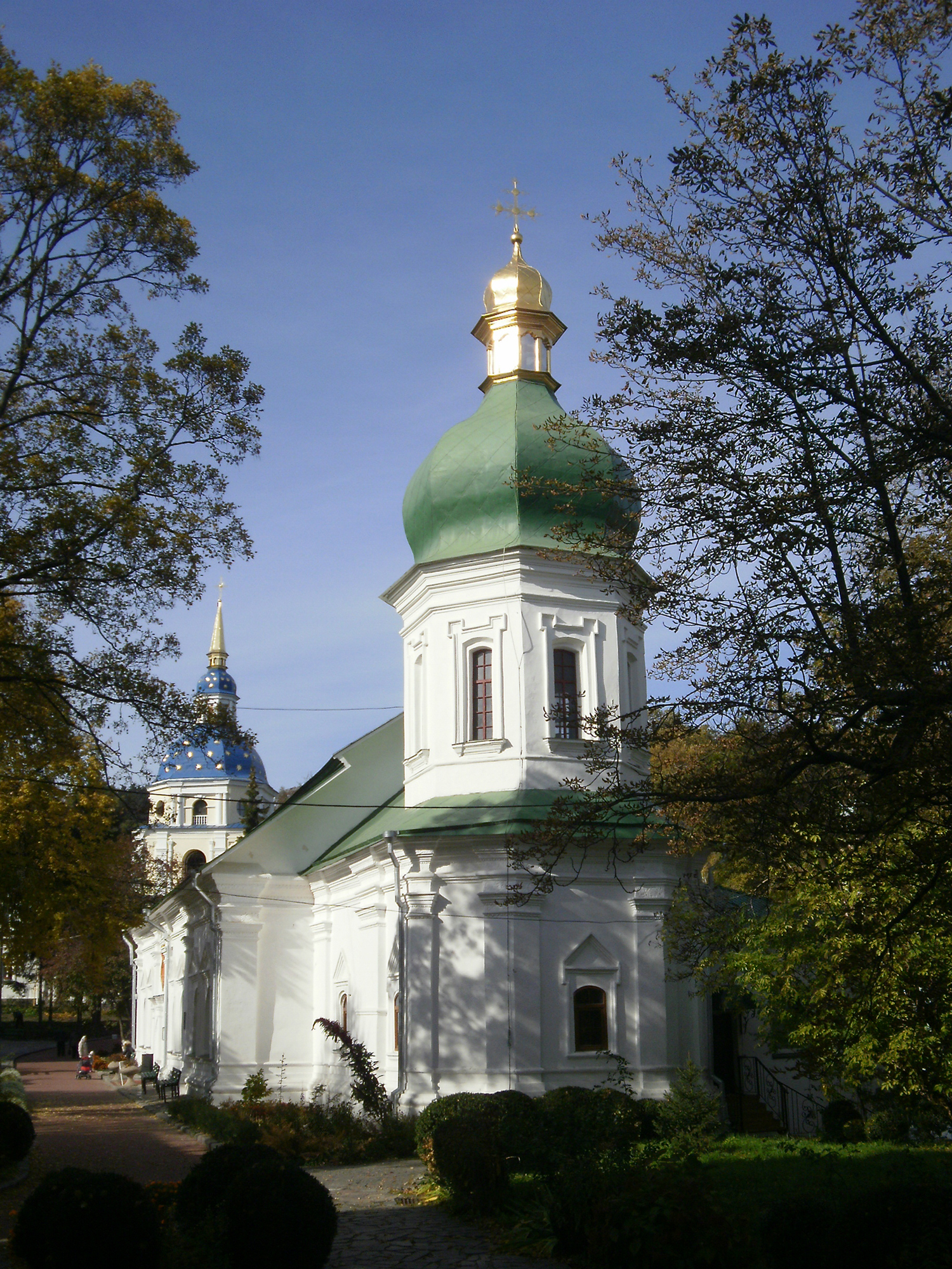
Трапезна церква Преображення Господнього
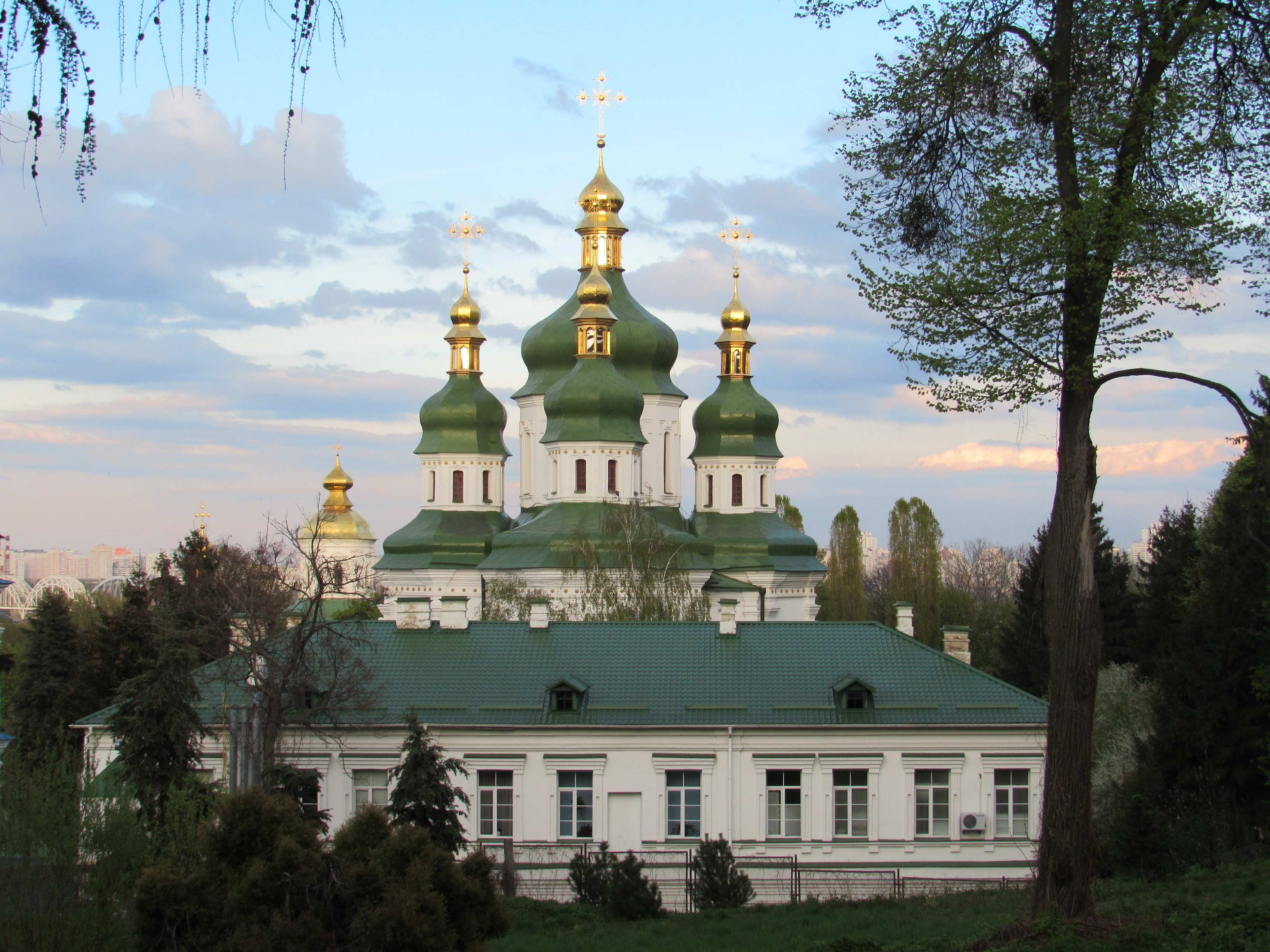
Видубицький монастир
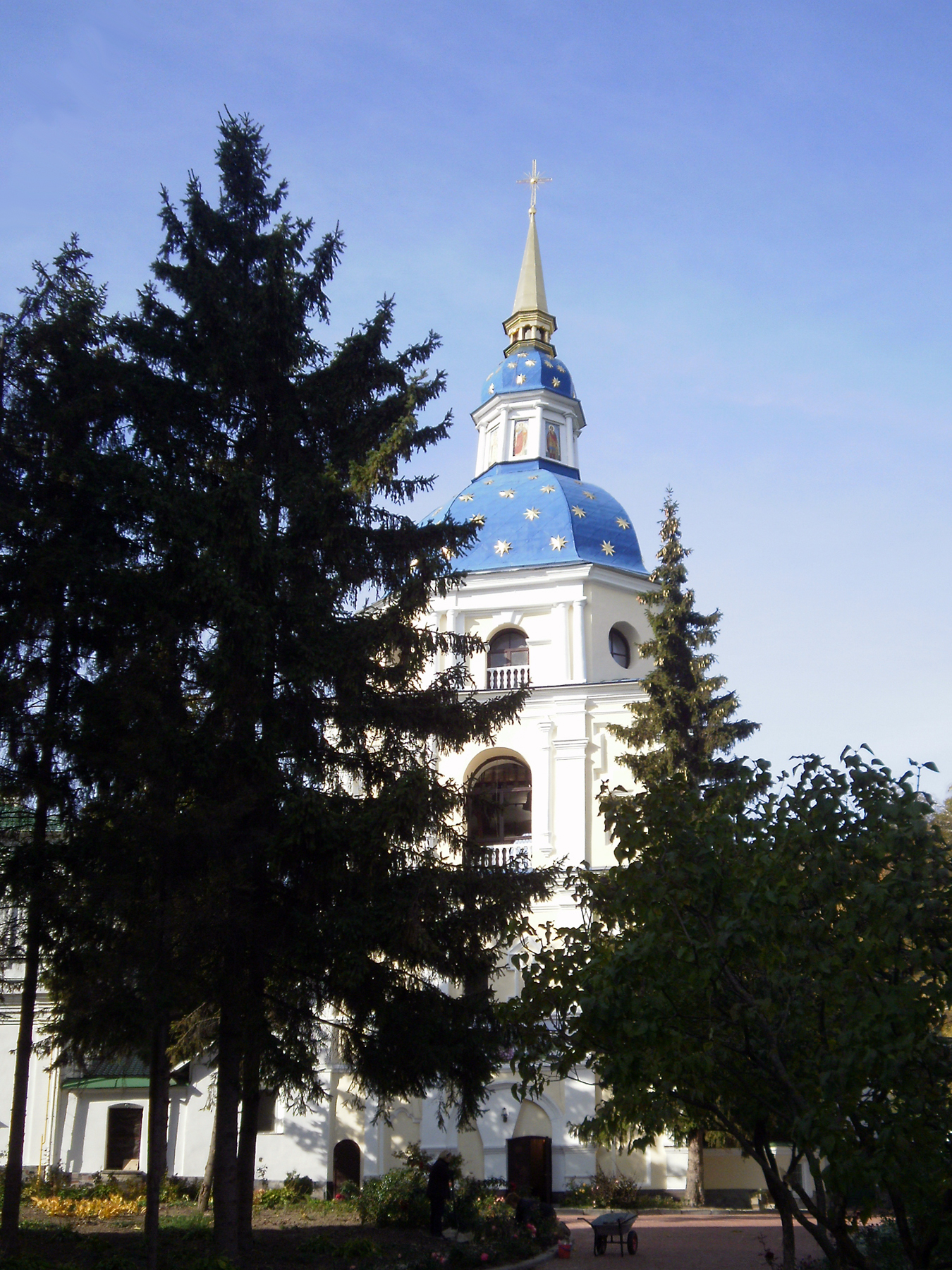
Дзвіниця
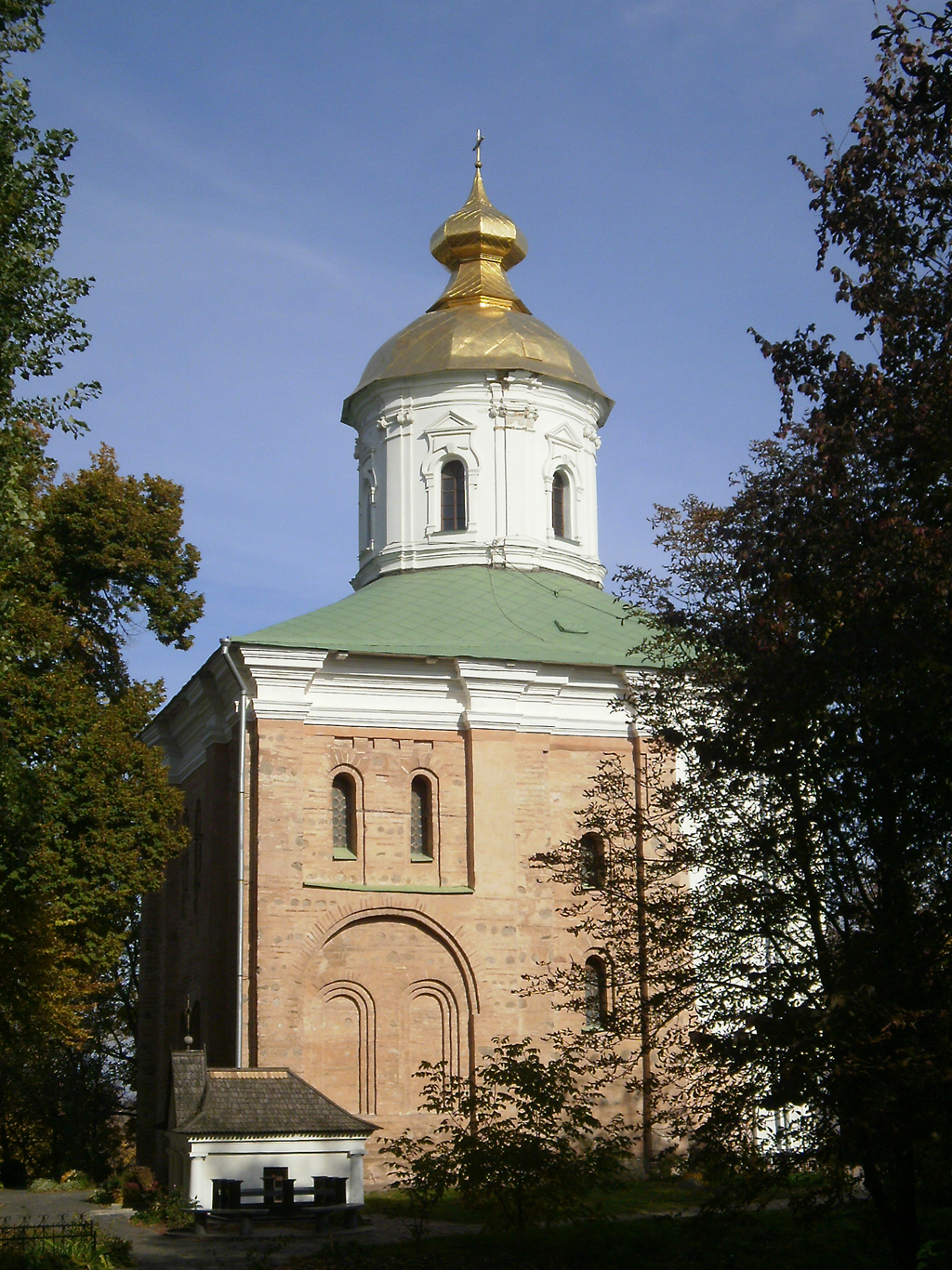
Михайлівський собор
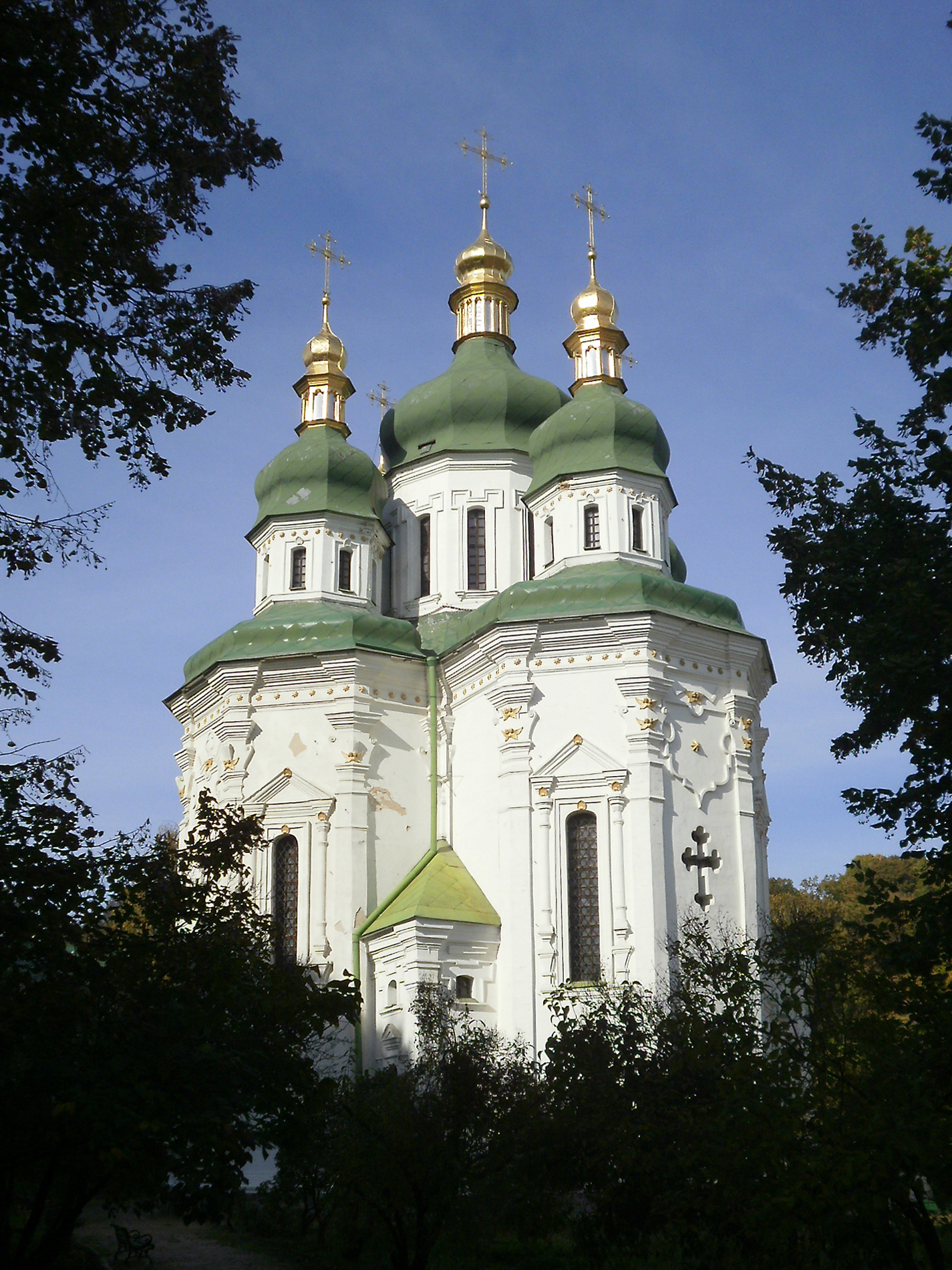
Георгіївський собор
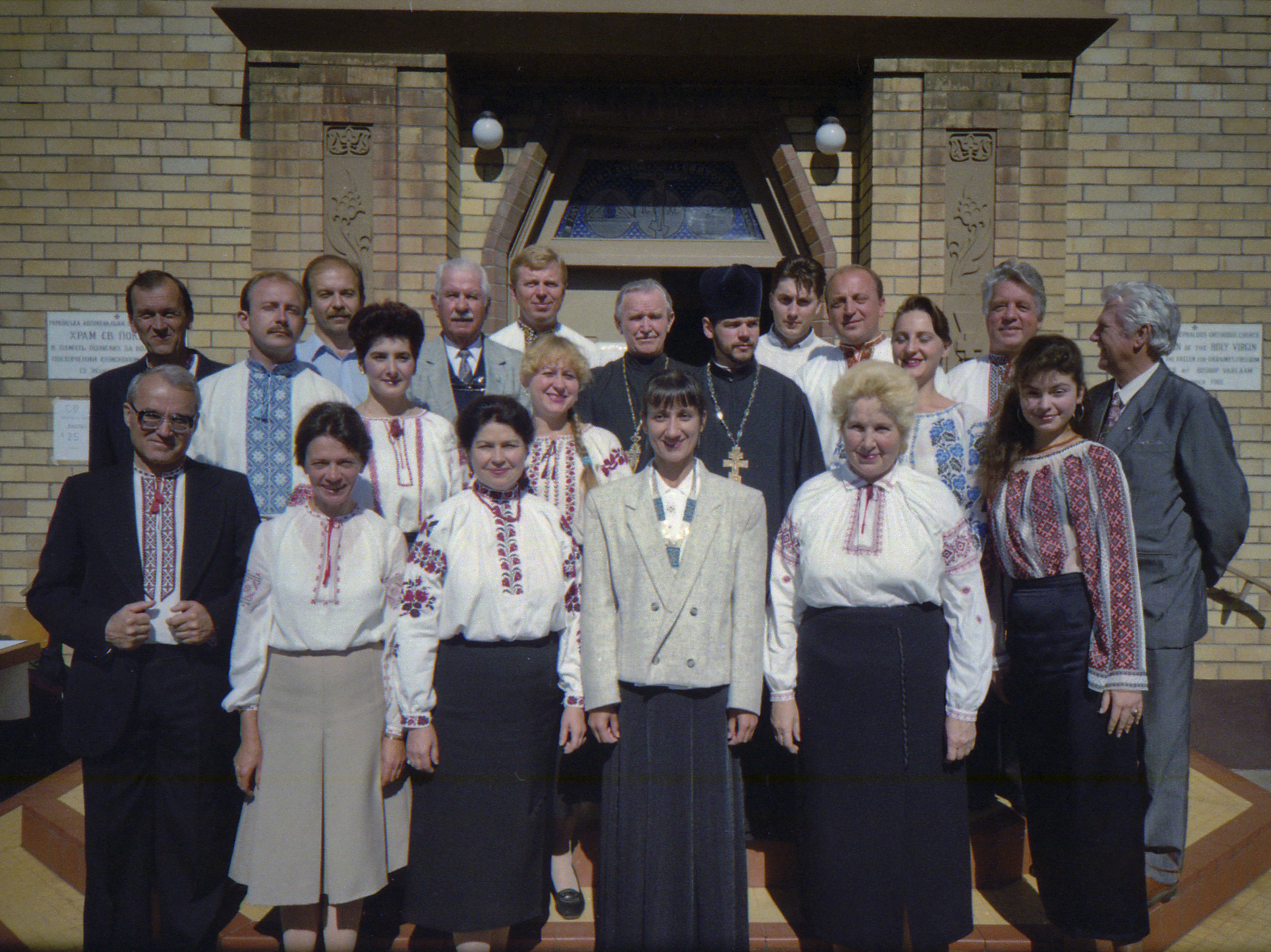
Церковний хор «Видубичі»
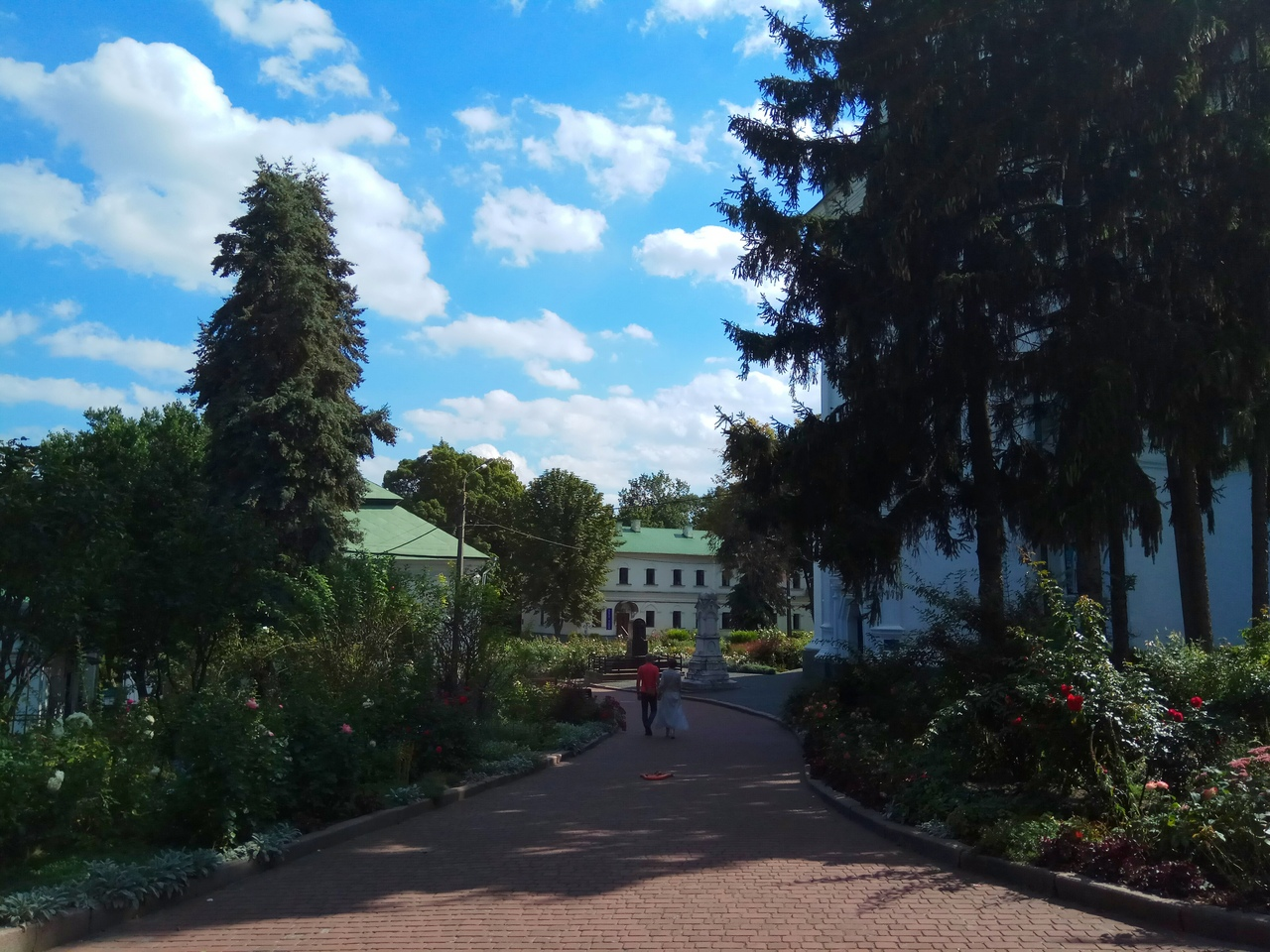
Сад
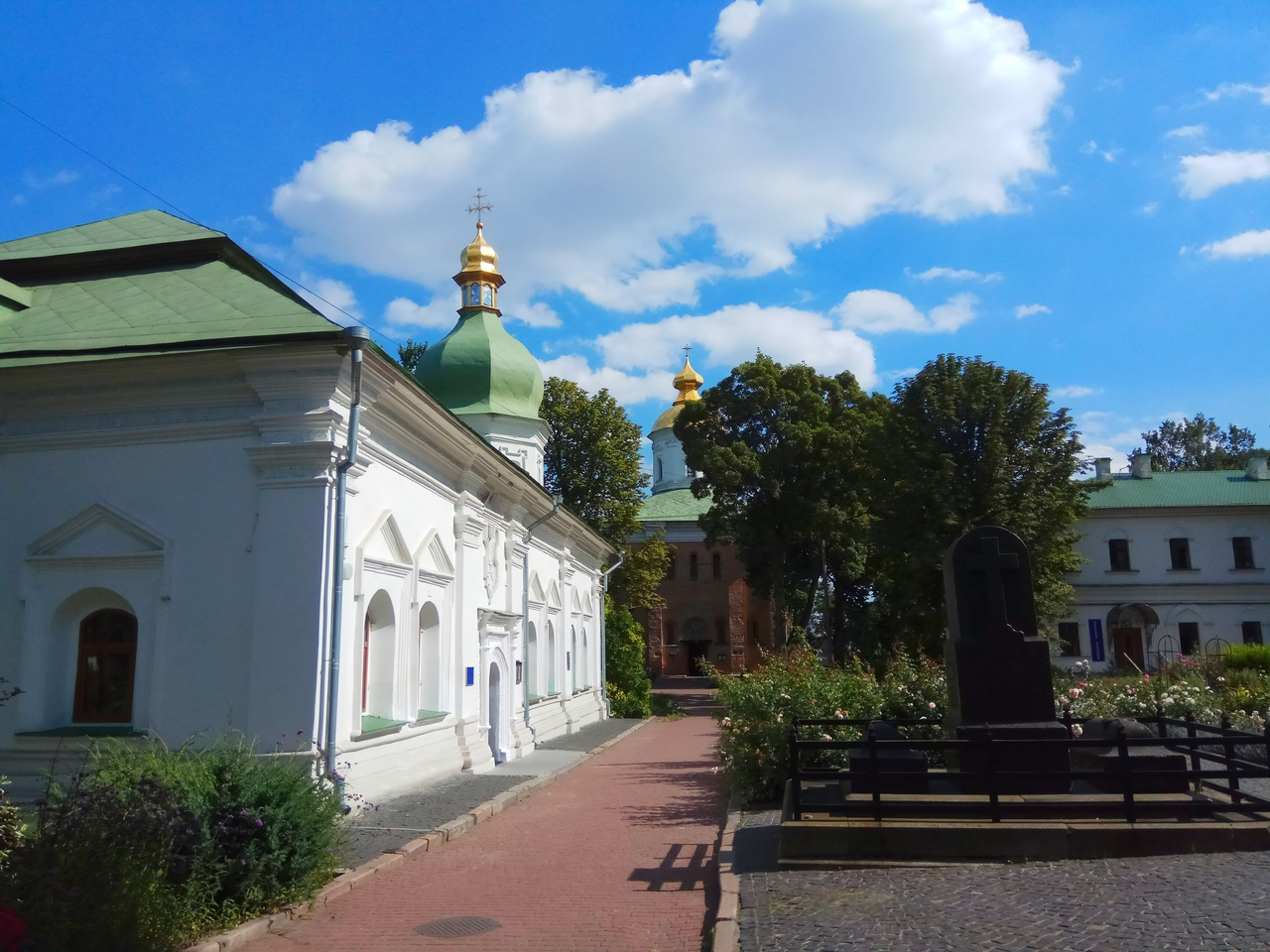
Трапезна
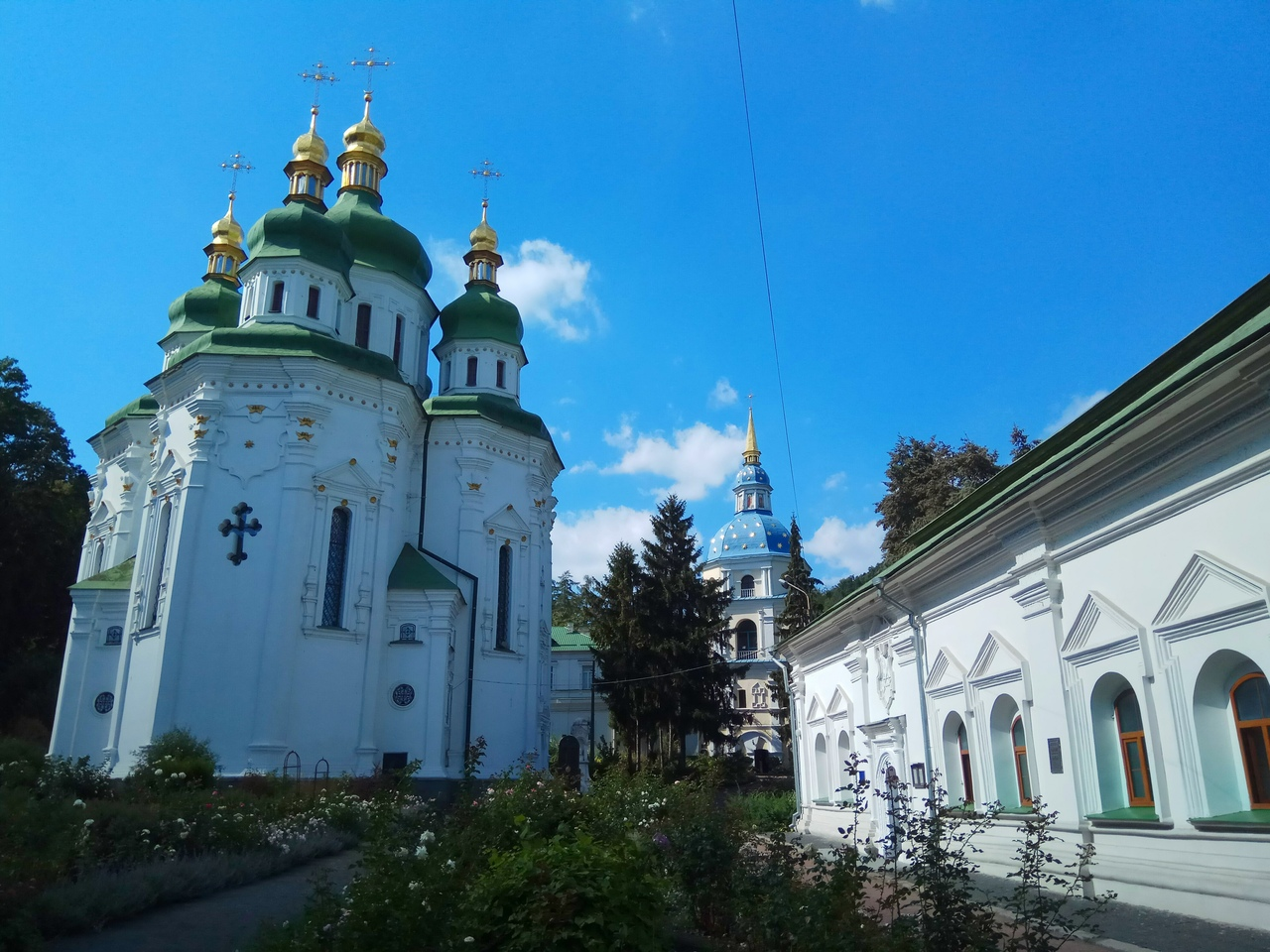
Сад
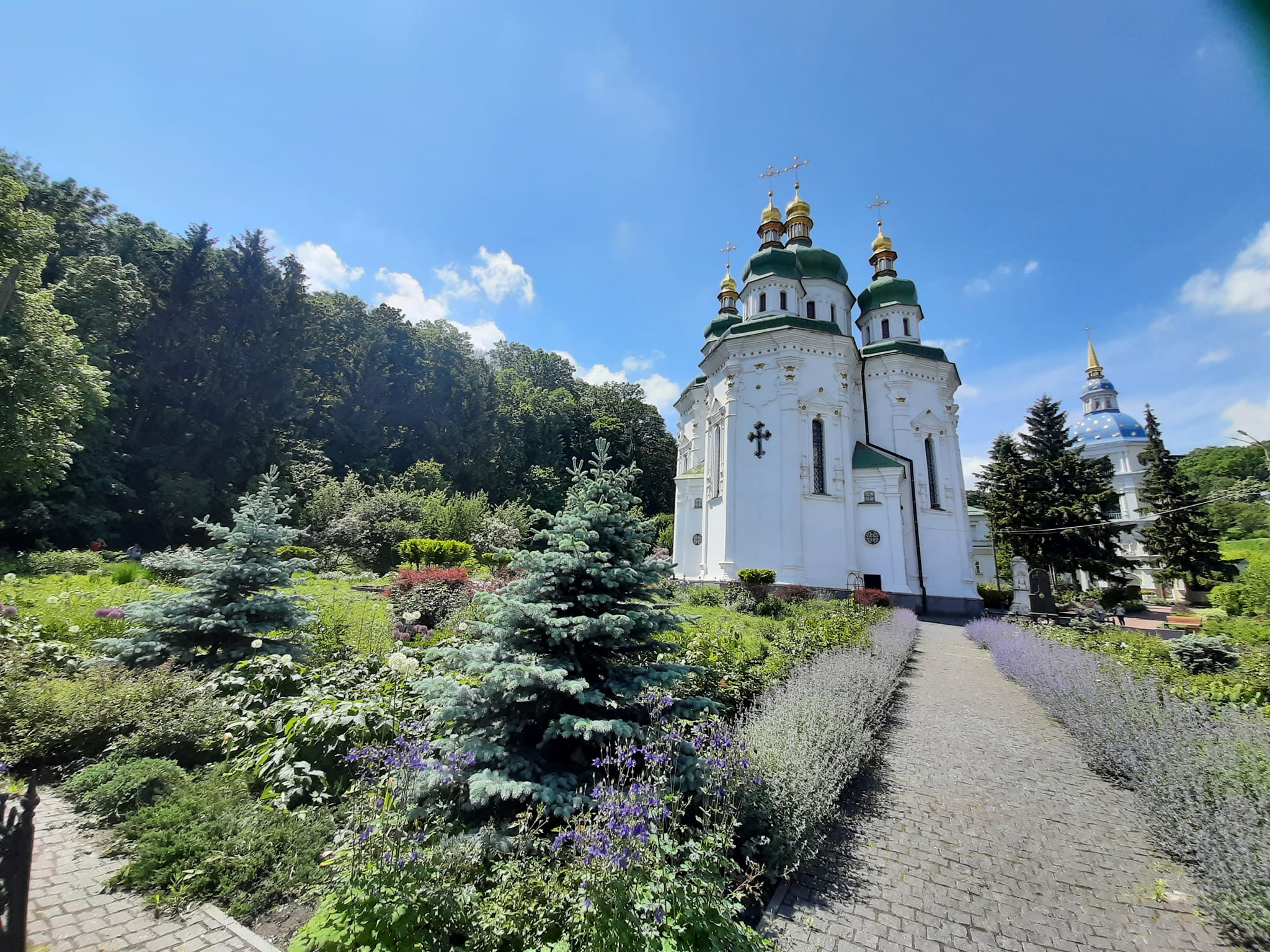
Георгіївський собор (2022)
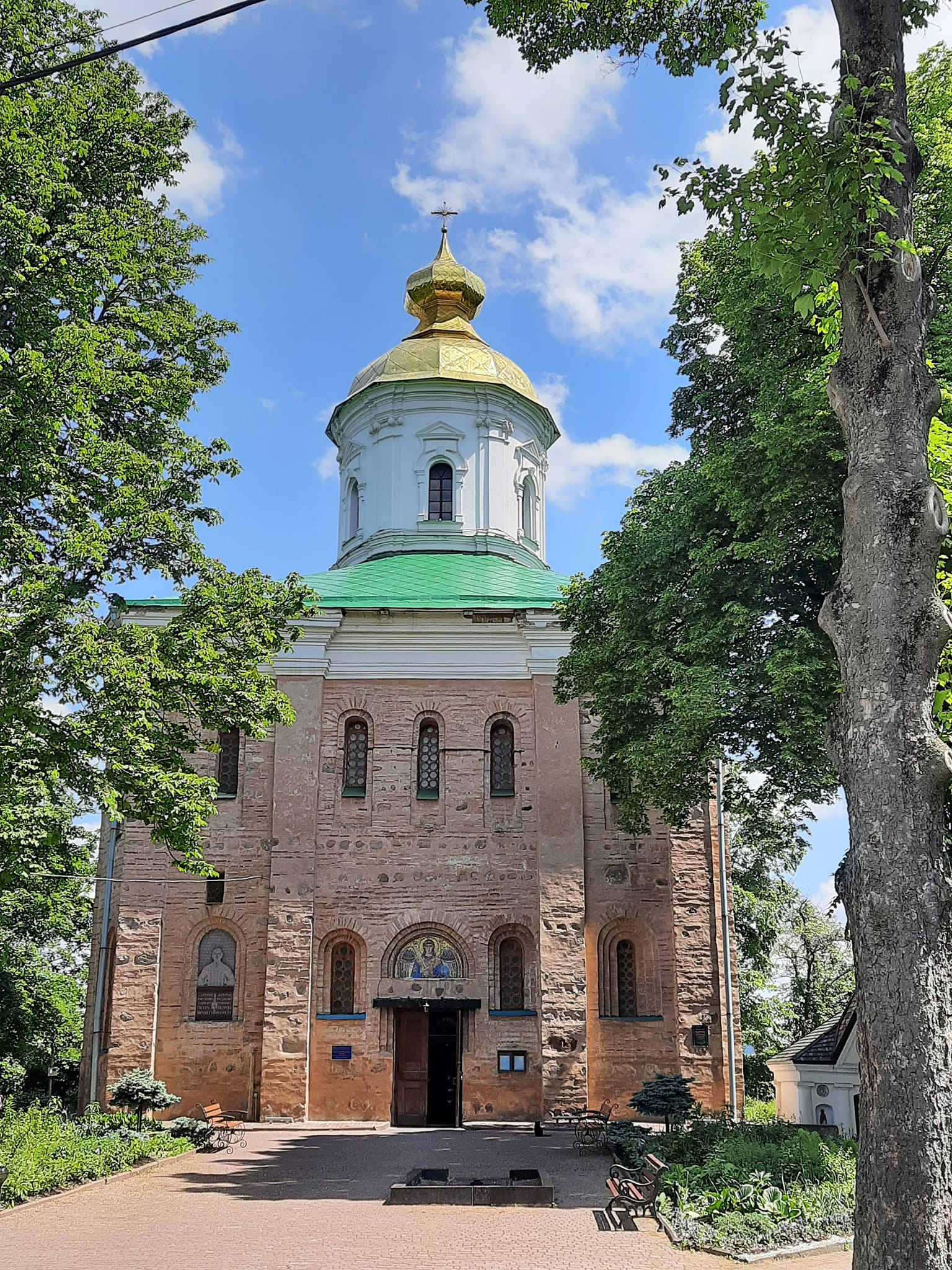
Михайлівська церква (2022)